# David Murray (sassofonista)
David Murray (Oakland, 19 febbraio 1955) è un sassofonista e clarinettista statunitense.

## Biografia
Nato in California, è cresciuto musicalmente sotto l'influenza di artisti come Albert Ayler e Archie Shepp.
Nel 1976 ha pubblicato il suo primo album Flowers for Albert (India Navigation). Ha collaborato negli anni '70 con Fred Hopkins, James Newton, Stanley Crouch e poi successivamente con Bobby Bradford, John Hicks, Hugh Ragin, Jack DeJohnette, Henry Threadgill, Olu Dara, Butch Morris, McCoy Tyner, Ed Blackwell, Steve McCall e altri.
È stato tra i fondatori del World Saxophone Quartet insieme a Oliver Lake, Julius Hemphill e Hamiet Bluiett.
Nel 1980 è stato nominato "musicista del decennio" da The Village Voice. Ha vinto un Guggenheim Fellowship nel 1989, anno in cui si è aggiudicato anche il Grammy Award nella categoria "miglior interpretazione jazz strumentale di gruppo".